# Совет искусств Альхамра

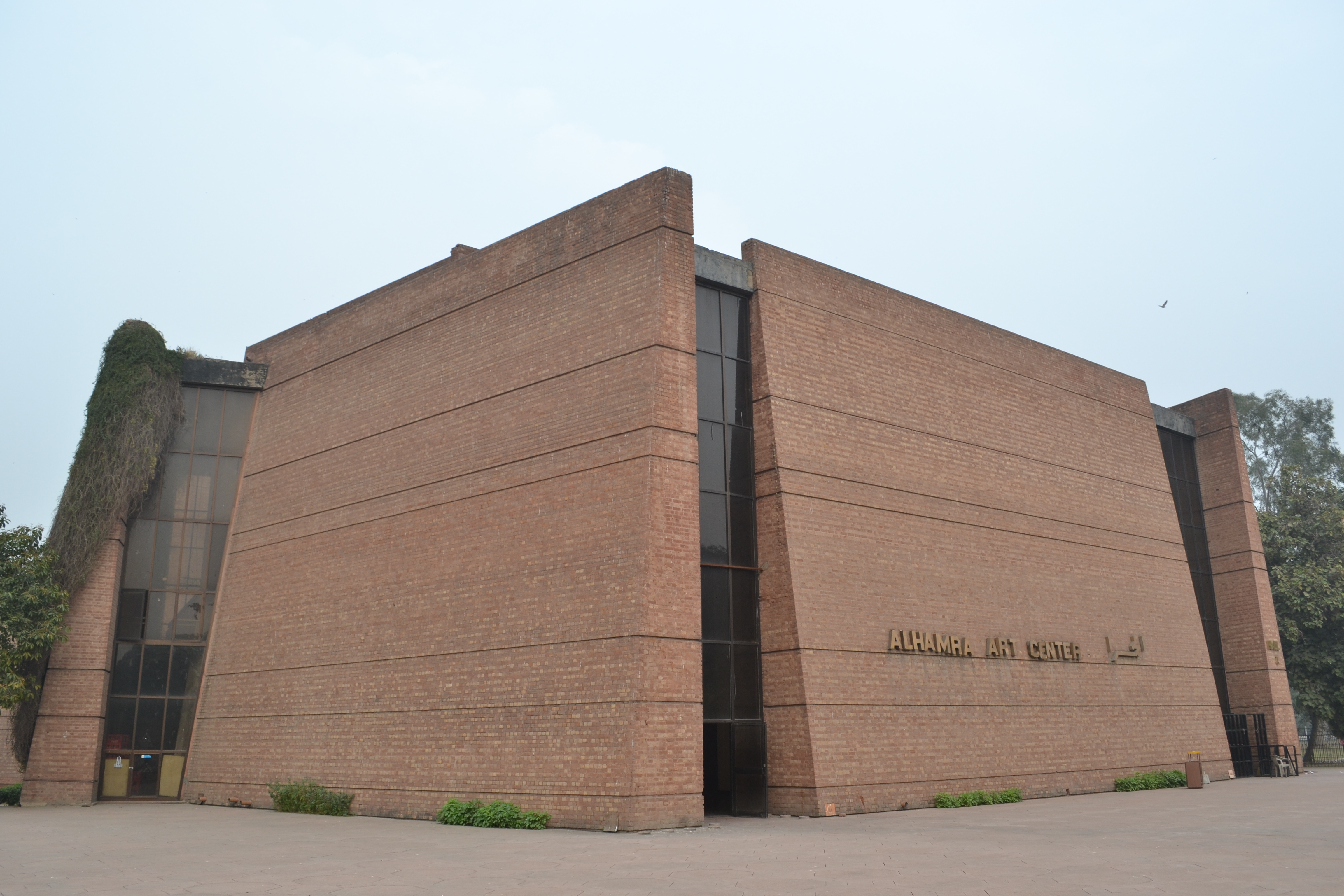
Совет искусств Альхамра

Совет искусств Альхамра (англ. Alhamra Arts Council, з.-пандж. الحمرا آرٹس کونسل), или Альхамра Холл, Культурный центр Альхамра и Художественная галерея Альхамра — здание в Лахоре, в Пакистане, построенное по проекту архитектора Найяра Али Дады в 1992 году.
Находится на улице, проложенной в колониальный период, и ранее известной под названием Мэлл-Роуд, после переименованной в улицу Шахраха Каида-и-Азама. Строительство комплекса было инициировано комиссией во главе с Найяром Али Дадой, спроектировавшим зал на тысячу мест для Совета искусств Альхамра, членом которого он был сам. Ещё в первые годы после обретения независимости правительство Пакистана выделило организации участок земли в Лахоре для строительства здания. Однако длительное время культурные мероприятия проходили под открытом небом. Зрительный зал был завершен в 1979 году и заменил некоторые временные строения.
Затем последовали ещё три фазы строительства, курировавшиеся правительственным агентством, Советом искусств Лахора, оттеснившим от проекта неправительственную организацию — Совет искусств Альхамры — после спора по поводу собственности на землю. В 1984 году были построены офисы и художественные галереи, размещённые в четырёх восьмигранных структурах. В 1985 году в комплекс был встроен театр гексагональной формы на 450 мест. И в 1992 году сюда же был встроен восьмиугольный объект на 250 мест для проведения концертов и чтения лекций. Здания расположены таким образом, что создают полу замкнутые дворы. Различные многоугольные формы в их конструкции предназначены для повышения акустики.
В архитектуре заметно влияние архитектуры Великих Моголов. Комплекс построен с использованием красного кирпича ручной работы, который наложен на конкретную форму. Кирпичи связаны между собой местным известковым раствором, который использовался при строительстве исторических зданий города — форта Лахор и мечети Бадшахи.
В 1998 году архитектурный проект получил премию Ага Хана по архитектуре. Жюри описало его как «редкий пример использования гибких пространств, предоставивших возможность для ряда дополнений, сделанных в течение длительного периода времени, каждое из которых, в свою очередь, расширяло, а не умаляло общую архитектурную ценность здания».